# Sông Tylihul
Tylihul (tiếng Ukraina: Тилігул) là một sông tại tỉnh Odesa thuộc miền Nam Ukraina. Sông khởi nguồn trên cao nguyên Podolia, chảy vào vũng cửa sông Tylihul. Sông chảy trên địa bàn các huyện Podilsk và Berezivka.

## Mô tả
Sông có chiều dài là 168 km (theo số liệu khác là 173 km), diện tích của lưu vực là 3.550 km². Sông bắt nguồn từ phía nam của cao nguyên Podolia và chảy qua một thung lũng hẹp (1,0-1,5 km) trong ranh giới của cao nguyên; tại hạ du (trong vùng đất thấp Biển Đen) thung lũng mở rộng đến 3 km (chiều rộng của sông lên đến 10–20 m). Thung lũng sông chủ yếu là không đối xứng, sườn của thung lũng bị chia cắt do các khe núi và suối. Vùng bãi bồi có nơi sình lầy, rộng 300–600 m, độ dốc của sông là 0,9 m/km.
Sông khô hạn ở thượng và trung lưu trong khoảng 5-7 tháng. Không có giao thông đường thủy trên sông trong thời hiện đại. Sông được sử dụng để tưới tiêu. Nguồn nước sông chủ yếu là từ tuyết tan.

## Vị trí
Tylihul bắt nguồn từ phía đông bắc của thành phố Podilsk. Sông chảy chủ yếu về phía đông nam, chảy vào vũng cửa sông Tyligul ở phía đông của làng Donska Balka.
Phụ lưu chính của sông Tyulihul là  Zhurivka (hữu ngạn); Slipukha, Tartakai (tả ngạn). Ven sông Tiligul có các thành phố Ananyiv và Berezivka.

## Lịch sử
Tên cổ của Tylihul là Aksiakes hoặc Asiakes. Ptolemy chỉ ra rằng trên bờ sông của Tylihul có người Asayi sinh sống, có lẽ là hậu duệ của người Scythia-Saka cổ đại.
Khoảng năm 375  trận chiến cuối cùng giữa người Alan và người Ostrogoth đã diễn ra  tại sông Tylihul (được gọi là Yerak).
Một số nhà nghiên cứu cho rằng thung lũng sông Tylihul là nơi đặt pháo đài Yeni-Dünya của Ottoman, được xây dựng vào năm 1764.
Tên sông bắt nguồn từ vũng cửa sông này, theo tiếng Thổ Nhĩ Kỳ: Deli Göl, nghĩa là 'hồ điên, dại'.
Trong quá khứ, vận chuyển đường thủy từng được phát triển trên sông Tylihul.